# Hello bank!
Hello bank! est une banque en ligne fondée en  2013 par BNP Paribas et disponible en France, en Italie, en Allemagne (sous le nom de Consorsbank) et en Belgique. Elle offre des services bancaires au quotidien, d’épargne, de placement et de crédit (consommation et immobilier).

## Historique
Hello bank! est fondée le 16 mai 2013 en Allemagne et en Belgique, puis le 17 juin en France et en octobre 2013 en Italie, avec un investissement initial de 80 millions €. Il s’agit de la première banque en ligne en Europe.
Le 13 février 2014, la banque revendique avoir atteint 177 000 clients fin 2013.
En mai 2017, Tchèque BNP Paribas Personal Finance SA, o.z. annonce le lancement de la marque Hello bank! en lieu et place de la marque Cetelem[réf. nécessaire].
En juillet 2021, la Banque autrichienne BAWAG P.S.K. rachète Hello bank! en Autriche pour 23 millions € et rebaptise la banque digitale "Easybank" en 2022.
En mars 2023, Hello bank! République Tchèque annonce cesser l'ensemble de ses activités, fin avril l'enseigne n'avait plus qu'un seul bureau en activité à Prague. Début mai 2023, les clients tchèques sont informés de la fermeture prochaine de leurs comptes d'ici à juillet 2023[réf. nécessaire].

## En France
En quête de rentabilité, l'entreprise lance une offre payante en complément de son offre gratuite.
Depuis 2021 l'entreprise s’adresse également aux professionnels indépendants.
Début octobre 2022, Bertrand Cizeau, directeur de la communication du Groupe BNP Paribas depuis 2013, devient directeur d’Hello bank!.
Fin juin 2023, le conseil d'administration d'Orange donne son accord pour entrer en négociations exclusives avec BNP Paribas afin de définir un partenariat de référencement concernant le portefeuille clients d'Orange Bank en France.
Fin 2024, Hello bank! franchit le cap du million de clients notamment grâce à l’opération de référencement des clients d’Orange Bank dont 105 000 ont rejoint Hello bank!.